# Emily Harrop
Emily Harrop, née le 27 septembre 1997 à Bourg-Saint-Maurice est une skieuse-alpiniste française, pratiquant également le trail running.

## Biographie
Emily Harrop, originaire de Tarentaise, est franco-anglaise car ses parents sont anglais. Elle se dirige tout d'abord vers la pratique du ski alpin en compétition tout en étant adepte du ski de randonnée dès l'âge de 13 ans ; elle remporte notamment un titre national junior de descentes en 2015. Licenciée à Tignes, elle termine sa carrière en alpin en 2017 avec une 26e place en slalom géant aux Championnats de France en mars 2017.
Vers 18-20 ans et après plusieurs blessures, elle se tourne vers le ski de randonnée  pour débuter la compétition sur le circuit de coupe du monde pour la saison 2019/2020. En septembre 2021, elle intègre l'équipe de France militaire de ski tout en suivant en parallèle de ses études de management. Elle est alors souvent en concurrence avec une autre française, Axelle Gachet-Mollaret qui domine les spécialités dans les années 2020. 
Lors de sa deuxième saison en internationale, elle remporte son premier globe de cristal à la fin de la saison 2021/2022  ; elle remporte le relais mixte avec Thibault Anselmet aux championnats d’Europe.
Aux Championnats du monde de ski-alpinisme 2023 à Boí Taüll, elle est sacrée championne du monde par équipe avec Axelle Gachet-Mollaret ainsi qu'en relais mixte avec Thibault Anselmet.

## Championnats du monde de ski-alpinisme
| Épreuve / Édition       | Sprint | Individuel | Vertical Race | Par équipe | Relais |
| Mondiaux 2023 Boí Taüll | 3e     | —          | —             | 1re        | 1re    |
| Mondiaux 2025 Morgins   | 2e     | 3e         | —             |            | 1re    |

Légende :
- : première place, médaille d'or
- : deuxième place, médaille d'argent
- : troisième place, médaille de bronze
- — : n'a pas participé à cette épreuve

## Palmarès en trail
| no  | féminin            | Course                   | Longueur | Départ           | Temps      |
| --- | ------------------ | ------------------------ | -------- | ---------------- | ---------- |
| 30e | Médaille de bronze | Verticale du Grand Serre | 1,8 km   | 2 octobre 2022   | 39 min 2 s |
| 22e | Médaille d'argent  | Verticale du Grand Serre | 1,8 km   | 1er octobre 2023 | 37 min 6 s |